# 프로그레시브 록
프로그레시브 록(progressive rock)은 록의 한 장르로, 1960년대에 발생하여 1970년대에 인기를 얻어 현재까지도 계속되고 있는 장르이다. 프로그레시브 록 음악은 기존 대중 음악의 한계를 벗어나 "진보"(progressive)한 형태를 띠고 있다.

## 정의와 특징

### 범위와 관련 용어들

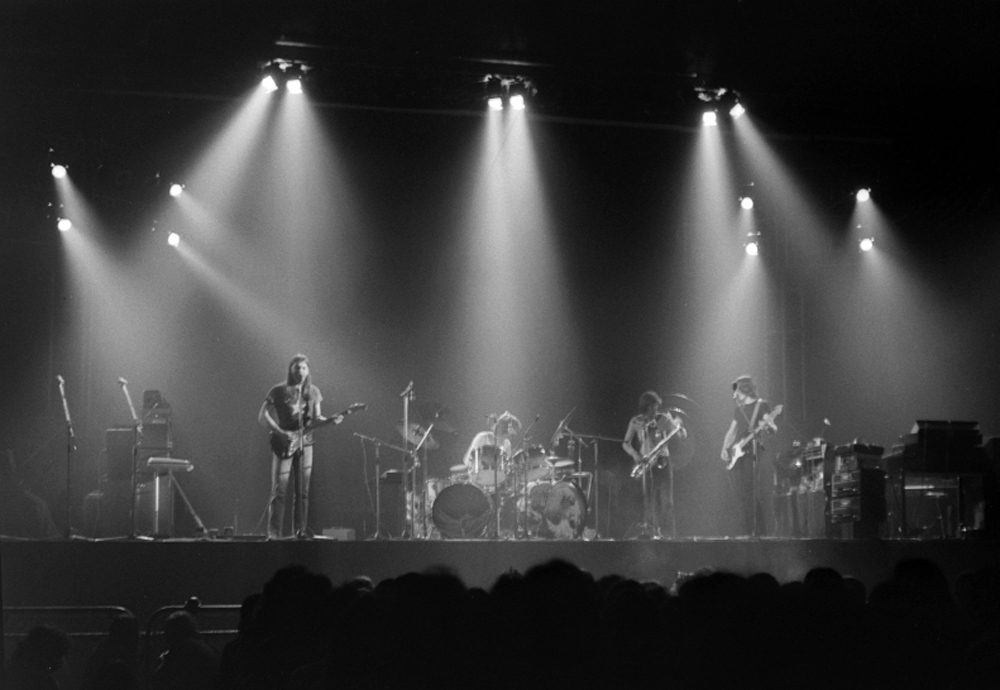
핑크 플로이드, The Dark Side of the Moon

"프로그레시브 록"이라는 용어는 "아트 록", "클래식 록", "심포니 록"등과 혼용되어 쓰이기도 한다. 역사적으로 "아트 록"은 최소한 두 가지 종류의 록 음악에 사용되었는데 첫 번째는 프로그래시브 록이며 두 번째는 사이키델리아와 히피의 반체제 문화를 거부하고 모더니즘과 아방가르드적 접근을 시도한 이들이다. 이 둘은 대부분 영국 중심으로 록 음악을 새로운 예술의 경지로 끌어올리려는 시도를 했다는 데서 유사성을 갖는데 이 중에서 아트 록은 좀 더 실험적이고 아방가르드의 영향을 많이 받은 쪽을 일컫는다. 1990년대에 들어서면서 프로그레시브 록은 "프록"이란 약칭으로 불리게 되었고 이후 유명했던 1970년대의 밴드들을 넘어서서 일종의 넓은 범위의 형용사로 자리잡았다.
곡의 길이가 일반적인 음악에 비해 상당히 길며, 20분이 넘는 곡도 많이 있다. 또한 곡이 상당히 길기 때문에, 한 곡이 여러 부분으로 나뉘어 있는 경우도 있다. 또한 앨범전체가 하나의 테마 안에서 만들어지는 경우도 있다.
많이 쓰이지 않는 복잡한 박자를 사용하는 경우도 많다. 7/8박자나 5/4박자가 사용되거나, 혹은 일반적인 구성에 한 두 박자를 추가/제거하는 경우도 있다. 예를 들어 핑크 플로이드의 노래 〈Money〉는 7/8 박자를 사용한 곡이다.

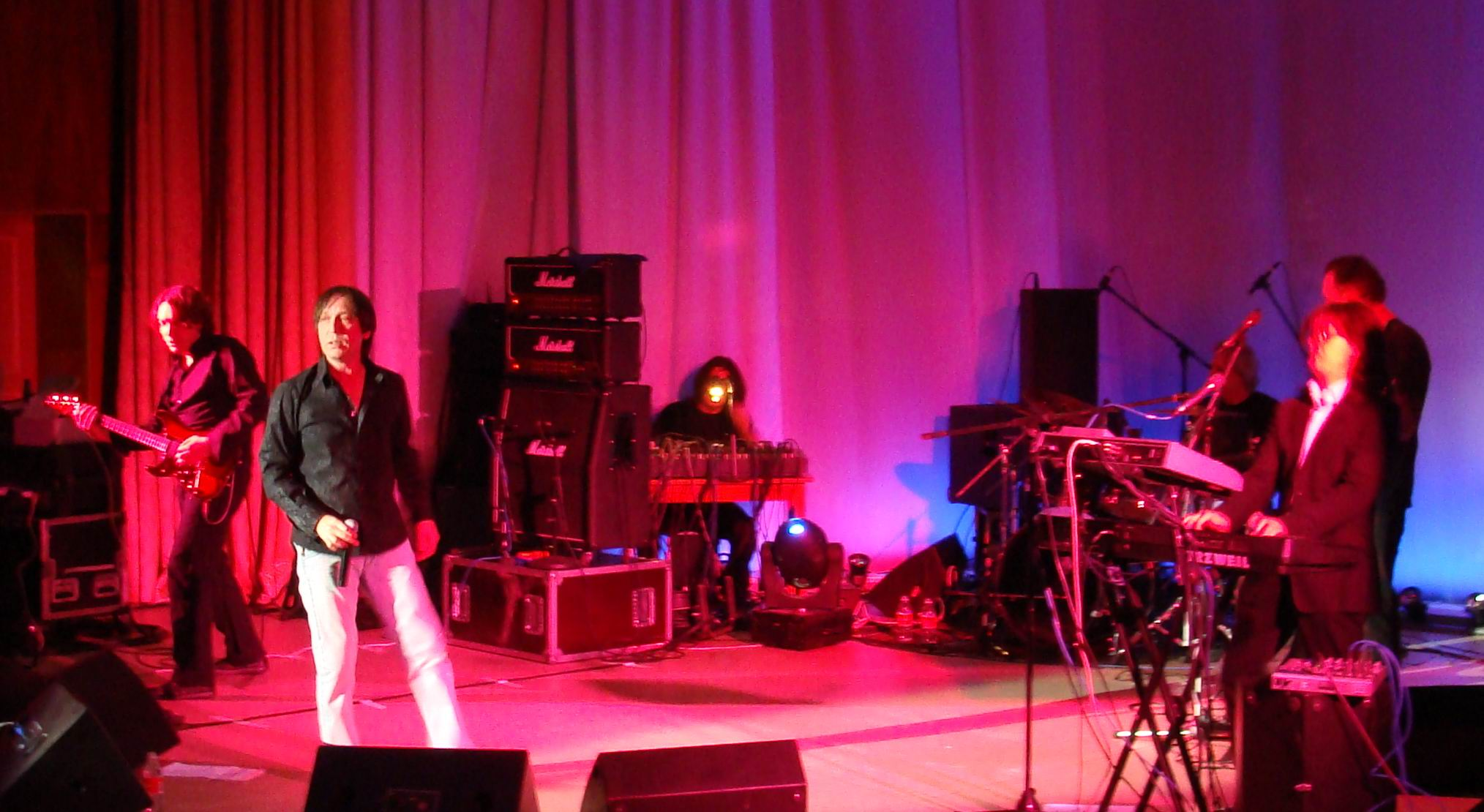
니콜라이 노스코프

전자 악기와 여러 음악적 효과를 사용한다. 또한, 클래식과 재즈에서 많이 사용하는 악기를 사용하는 등 다른 장르의 특징을 받아들이기도 한다.
프로그레시브 록은 스타일과 방식, 장르들의 혼합을 기반으로 하며 아방가르드, 클래식 음악, 포크 음악, 공연, 영상 등과 같은 더 넓은 문화적 요소들과 결합했다. 영국의 "프로그레시브" 스타일은 1960년대 후반에 나타났고 1967년에 이르러 프로그레시브 록은 비슷한 스타일로 느슨하게 연결된 다양한 이들로 구성이 이루어졌다. "프로그레시브"라는 용어는 "프로그레시브 록" 이전에 먼저 "프로그레시브 팝"이라는 이름으로 시작되었는데 여기서 "프로그레시브"는 기존의 팝 음악 형식을 깨고 넘어서려는 움직임들을 광범위하게 포괄하고 있었다. "프로그레시브"라는 딱지가 붙기 위해서는 몇 가지 요소들이 요구되었다. 가사는 좀 더 시적이며 새로운 사운드를 위한 테크놀로지에 집착하며 음악을 "예술"로서 접근하며 재즈, 19세기 클래식 음악의 화음을 도입하고, 싱글 보다는 앨범에 치중하고, 공연보다는 스튜디오 작업에 공을 들이며 춤을 추기 위한 곡들 보다는 감상을 위한 음악을 만드는 것 등이다.

프로그레시브 록을 정의하는 가장 좋은 방법 중 하나는 이질적이며 말썽 많은 장르라는 것이다. 이는 1970년대 초반에서 중반 사이에 가장 도드라졌던 밴드들의 특성들을 살펴보는 순간 명확해 진다.

평론가들은 이 장르를 종종 긴 솔로, 또 너무 긴 앨범, 환상적인 가사들, 화려한 무대, 의상, 그리고 테크놀로지에 대한 집착 등으로 한정 짓기도 한다. 프로그레시브 록은 종종 고급과 저급 예술을 병합한 것으로 여겨지는데 사실 클래식 음악의 주제를 얼만큼이건 간에 실제로 사용한 이들은 소수이며 의도적으로 클래식 음악을 도용하거나 모방한 그룹들은 손꼽을 정도다. 작가인 에밀리 로빈슨은 좁은 의미의 "프로그레시브 록"은 1960년대 말에 이 용어가 밥 딜런에서 롤링 스톤스에 이르기까지 폭넓게 사용되었던 것과는 대조되는 것임을 강조한다. 이 장르의 정의에 대한 논쟁은 2010년대까지 이어졌고 특별히 프록에 관심이 많은 인터넷의 포럼 게시판을 통해 진행되었다.

### 예술 및 사회와의 관련성
"프로그레시브"라는 용어가 음악에 적용되기 시작하던 초기에는 이것이 어느 정도는 진보(프로그레시브) 정치와 연관이 있었지만 그런 함축적 의미는 1970년대에 이르면서 사라져 버리고 만다. "프로그레시브 음악"에 대해 홈-허드슨은 "이 장르에 연관된 명백한 것과 함축적인 것들 사이를 지속적으로 움직여 가며 유럽의 예술 음악 뿐 아니라 다른 문화권(인도, 켈틱, 포크, 아프리카 등)과도 영향을 주고 받으며 형식주의와 절충주의 사이를 오가는 미적 움직임들도 포괄했다"고 했다. 코트너도 프로그레시브록이 형식적인 것과 절출주의적 요소를 도입했다고 하면서 "음악 내적인 요소들과 음악 외적, 혹은 사회적 요소들의 종합으로 이루어졌다"고 했다.
록앤롤과 견주어 볼때 "프로그레시브 록"은 낭만주의와 고전주의에까지 되짚어 가며 음악을 더욱 정교하고 복잡하게 만들어 내었다. 사회학자인 폴 윌리스는 "'프로그레시브' 음악이 록앤롤에서부터 나왔다는 것에는 의심의 여지가 없다. 우리는 록앤롤을 해체의 의미로, '프로그레시브' 음악을 재건의 의미로 볼 수도 있다"고도 했다. 작가인 윌 로마노는 "록 그 자체를 진보적인(프로그레시브) 아이디어로 해석할 수 있다... 역설적이고 모순되게도 1960년대 말에서 1970년대 중반에 걸친 시기에 '프로그레시브 록'은 테크놀로지를 통한 사운드에의 탐험 뿐 아니라... 전통적인 음악 형식(클래식과 유럽 포크 음악), 그리고 (종종) 포스트모더니즘적 요소인 모방적 작곡 기법과 인위적 구조(컨셉트 앨범)도 갖고 있었다"고 했다.

## 역사

### 1966-70년: 태동기

#### 배경과 뿌리

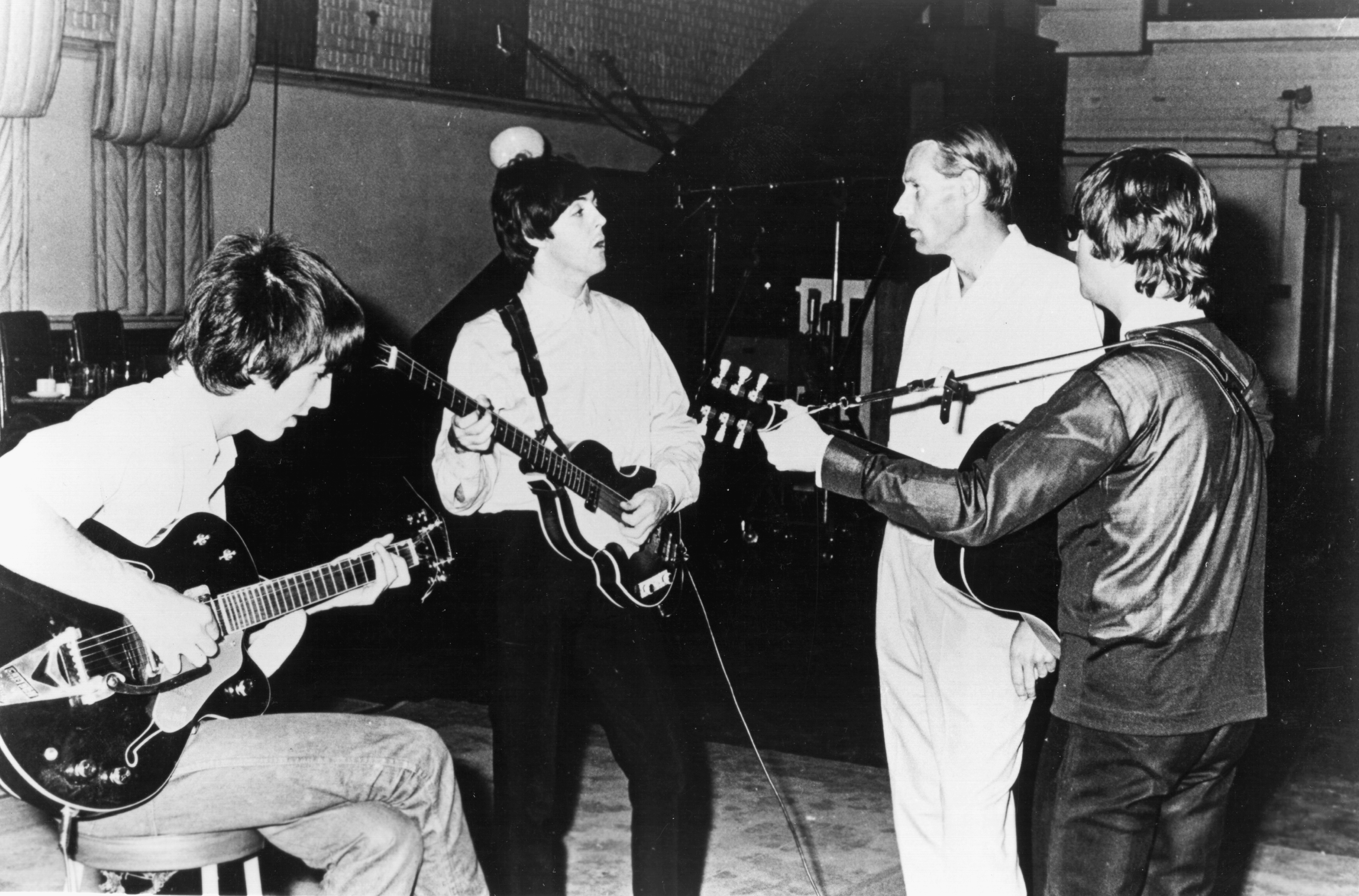
제작자 조지 마틴과 스튜디오에서 작업하고 있는 비틀즈 (1965년)

1966년 영국과 미국의 뮤지션들의 사회적, 예술적 위상은 세련된 음악적 요소들을 전통적 록에 접합시킨 비틀즈, 비치 보이스, 버즈 같은 밴드들로 인해 급격히 향상되었다. 프로그레시브 록의 전신은 1960년대 "프로그레시브" 팝 그룹들로 1960년대에 걸쳐 록앤롤을 다른 여러 음악 스타일인 인도의 전통음악인 라가, 동양적 멜로디, 그레고리오 성가들을 결합했던 비틀즈와 야드버즈 같은 이들이었다. 비틀즈의 폴 매카트니는 1967년에 "우리는 매번 12마디 반복에 지겨워졌고 뭔가 다른 것을 시도하기 시작했다. 그러다 밥 딜런, 더 후, 비치 보이스 등이 등장했는데... 우리는 모두 어렴풋하게나마 비슷한 시도들을 하고 있었다"고 했다. 록 음악은 그 스스로를 진지하게 받아들이기 시작했고 이는 스윙이 비밥에 자리를 내어주는 재즈에서의 움직임과도 비슷했다. 이 시기에 대중 음악은 3분짜리 사랑 노래에서 벗어나 "언더그라운드"와 "기존" 음악들 사이의 새로운 가능성을 추구하기 시작했다.
해거티와 할리웰은 비틀즈, 비치 보이스, 도어스, 프리티 씽스, 좀비스, 버즈, 그레이트풀 데드, 핑크 플로이드를 "단순히 프록의 전신들이 아니라 초기 프로그레시브의 형성에 있어 핵심적인 역할"로 본다. 음악학 연구가인 월터 에버렛에 따르면 비틀즈는 앨범 <Rubber Soul>(1965년)과 <Revolver>(1966년)를 통해 "실험적인 음색과 리듬, 구조, 그리고 시적인 가사"를 시도했고 이는 "당시 젊은 밴드들에게 영향을 주어 1970년대 초 프로그레시브 록이 탄생하도록 도왔다"고 했다. 밥 딜런의 시적인 가사, 마더스 오브 인벤션의 앨범 <Freak Out!>(1966년), 비틀즈의 앨범 <Sgt. Pepper's Lonely Hearts Club Band>(1967년)은 프로그레시브 록의 형성에 있어 중요한 디딤돌이 되었다. 또한 녹음 스튜디오 외에서는 절대 만들어 낼 수 없는 사운드의 개척자인 필 스펙터도 핵심적인 영향을 주었다. 브라이언 윌슨이 《Rubber Soul》에 대한 응답으로 내놓은 비치 보이스의 <Pet Sounds>(1966년)도 비슷한 역할을 했는데 이는 또 비틀즈가 <Sgt. Pepper's Lonely Hearts Club Band>를 만드는데 영향을 주기도 했다.
1960년대 초반부터 뉴시의 예술계에 푹 빠져있었던 밥 딜런의 초현실주의적 성향과 프랑스 상징주의 영향을 받은 가사는 록에 문학적 요소를 더해주었다. 문학에서 이름을 딴 도어스, 스테픈울프, 이데스 오브 마치 같은 밴드들의 등장은 록 음악이 스스로를 고급 문화와 견주려는 경향을 보여주었다. 밥 딜런은 또한 록과 포크 음악 스타일의 결합이라는 새로운 시도를 보여주었다. 이는 비틀즈의 사운드를 그 기반으로 한 포크 록 그룹인 버즈와도 같은 형태로도 나타났다. 그리고 버즈의 보컬 화음은 프로그레시브 밴드 예스와 연주 실력이 뛰어난 영국 포크 록 밴드인 페어포트 컨벤션 같은 이들에게 영향을 주었다. 한편 인크레더블 스트링 밴드나 셜리 앤 돌리 콜린스 같은 이들의 경우 월드 뮤직과 초기 음악들의 영향을 보여주었다.

#### 펫 사운드와 서전트 페퍼
많은 그룹과 뮤지션들이 이 과정에서 중요한 역할들을 했으나 그 누구도 비치 보이스와 비틀즈를 따라갈 수는 없었다... 이들은 화음, 악기 구성(그리고 그에 따른 음색), 곡의 길이, 리듬, 녹음 기술 등에 있어 획기적인 확장을 가져왔다. 이러한 요소들 중에서 처음과 나중 것이 프로그레시브 록이 태동되는데 가장 중요한 길을 열었다.

<Pet Sounds>와 <Sgt. Pepper> 앨범은 그 내용들의 연결성, 확장된 구조, 복잡성, 절충주의, 실험주의, 그리고 클래식 음악 형식의 영향 등에 있어 프로그레시브 록이라는 장르의 시발점이되었으며 또한 그때까지는 춤을 위한 음악이라 여겨져 왔던 록을 감상용 음악으로 전환시키는 계기가 되었다고 많은 이들이 평가하고 있다. 이 두 앨범 사이에 비치 보이스가 발표했던 싱글 <Good Vibrations>(1966년)은 밴드의 홍보 담당이었던 데렉 테일러에 의해 "포켓 심포니"라는 별칭으로 불리기도 했다. 이 곡에는 여러 이국적 악기들이 사용되었고 조와 분위기가 곡 내에서 수 차례 전환되는 구조를 갖고 있었다. 팝매터스의 스콧 인터란테는 이 곡이 프로그레시브 록과 사이키델릭 음악에 미친 영향에 대해 "아무리 강조해도 지나치지 않다"고 했다. 조지 마틴은 이 곡을 비틀즈의 서전트 페퍼 앨범의 <A Day in the Life>에 빗대면서 이 곡들은 "대부분의 프로그레시브 록 음악들에 맞춰 춤을 출 수 없는 이유를 보여준다"고 했다.
서전트 페퍼스 앨범 전에도 "일회용" 팝 음악들과 "진지한" 록 음악의 사이를 잇는 몇몇의 앨범들이 있기는 했지만 젊은이들을 위한 대안적 문화를 제시하며, 또한 LP 레코드가 싱글과 동등하거나 그보다 더 중요한 위치를 차지하게 된 것은 바로 이 앨범의 성공으로 인해서였다. 몇 개의 프로그레시브 록 밴드를 거친 베테랑인 빌 브루포드는 서전트 페퍼 앨범은 음악가들에게는 음악이 어디까지 가능할 수 있는지에 대해, 대중들에게는 음악을 어디까지 받아들일 수 있는지에 대한 생각들을 바꾸어 놓았다고 평했다. 그는 "비틀즈가 없이는, 아니면 다른 누군가가 비틀즈의 역할을 하지 않았다면 프로그레시브 록은 가능하지 않았을 것이라 해도 과언이 아닐 것이다"라고 했다. 서전트 페퍼의 여파로 멜로디 메이커 같은 잡지들은 "팝"과 "록"의 경계를 뚜렷이 긋기 시작했고 "록앤롤"에서 "롤"이 제거되게 된다. 그리하여 오늘날 록앤롤이라 하면 1950년대 스타일을 지칭하는 용어가 되었다. "록"이라 불리려면 소위 "라디오 친화적"인 음악과는 그 곡 형식에 있어 앞서가는 이들 만을 지칭하게 되었고 미국의 경우 제스로 툴, 패밀리, 이스트 오브 에덴, 밴 더 그라프 제너레이터, 킹 크림슨 같은 그룹들에 "프로그레시브"라는 명칭이 붙게 되었다.

#### 초기 프록과 사이키델리아
올뮤직에서는 "프록-록은 1967년 영국 사이키델릭 음악으로부터 나왔는데 특별히 클래식/심포니 록을 추구했던 나이스, 프로콜 하럼, 무디 블루스 같은 이들로부터였다"고 설명하고 있다. 새로운 녹음 장비들의 출현과 사이키델릭 마약인 LSD가 횡횡하던 런던의 언더그라운드 현장이 우연히 겹쳐지고 있던 때였다. 핑크 플로이드와 소프트 머신이 미들 어스, UFO 클럽 갖은 곳에서 하우스 밴드로 밤새 연주를 하며 새로운 사운드와 긴 노래들을 실험적으로 추구하고 있었다. 많은 사이키델릭과 포크 록, 그리고 초기 프로그레시브 밴드들이 BBC 라디오 1의 DJ인 존 필에 의해 소개되고 있었다. 한편 런던에서 두각을 나타내기 시작한 지미 헨드릭스는 영국 뮤지션들과 밴드를 조직하였고 록 음악에 기타 연주와 기행이라는 새로운 경향을 주입하고 있었다. 스코트랜드 밴드인 1-2-3은 (후에 클라우드로 개명) 1966년 결성되어 1년 후 런던 클럽들에서 연주하기 시작했는데 모조의 조지 네마이어에 의하면 "이들이 프로그레시브 록 밴드인 예스, 나이스, 패밀리 등에 핵심적인 영향을 끼쳤다고 주장하는 이들도 있다"고 했다.
심포니 록은 1960년대 후반에 "Nights in White Satin"(무디 블루스, 1967년), "A Whiter Shade of Pale"(프로콜 하럼, 1967년) 등과 같은 곡들을 통해 얼마 간의 성공을 거두었다. 무디 블루스는 <Days of Future Passed> 앨범을 런던 페스티벌 오케스트라와 녹음하면서 심포니 록의 인기를 구축하였고, 프로콜 하럼은 1969년 <A Salty Dog> 앨범에서 다양한 어쿠스틱 악기들을 사용하기 시작했다. 때로 직접 클래식 음악의 형식을 사용한 제프 벡의 "Beck's Bolero"나 나이스의 "Ars Longa Vita Brevis" 같은 곡들도 있었다. 나이스의 다른 곡들인 "Rondo"와 "America" 같이 전체가 연주로 이루어진 곡들에 대한 관심도 높아졌고 서전트 페퍼 앨범과도 같은, 마치 여러 악장으로 구성된 모음곡 같은 형식도 나타났다.
포커스는 재즈 스타일의 코드와 불규칙한 드럼를 록을 기반으로 한 리프에 도입했으며 재즈 스타일의 관악기 섹션들을 도입한 블러드 스웨트 앤 티어스 , 시카고 같은 밴드들도 있다. 마틴은 특히 시카고의 경우 앨범 <Chicago II>에 담긴 곡 "Ballet for a Girl in Buchannon"을 통해 모음곡과 긴 곡의 전형을 보여준다고 했다. 영국 밴드들인 트래픽, 콜로세움, 이프와 캔터베리 지역의 밴드들인 소프트 머신과 캐러밴 등의 경우 재즈로부터의 영향을 보여주었다. 캔터베리 밴드들의 경우 관악기 사용과 복잡한 코드 변화, 긴 즉흥 연주 등의 특색을 가지고 있다. 마틴은 아직 "활짝 핀 프로그레시브 록"이 출연하지 않았던 1968년 당시 위와 같이 썼었는데 이들 중 세 개의 밴드, 제스로 툴, 캐러밴, 소프트 머신은 이후 이 장르의 선두적인 앨범들을 내놓게 된다.
"프로그레시브 록"이라는 용어는 캐러밴의 1968년 데뷔 앨범의 속지에 등장했고 록 음악에 클래식 음악의 테크닉을 도입하여 스타일과 컨셉트를 확장시킨 밴드들에게 적용되게 된다. 나이스, 무디 블루스, 프로콜 하럼, 핑크 플로이드 같은 밴드들은 오늘날 프로그레시브 록이라고 불리는 요소들을 모두 갖고 있지만 어떤 한 밴드가 이 장르를 온전하게 대표한다고 할 수는 없으며 이후 많은 밴드들이 나타난다. 프로그레시브 록의 주요 밴드들인 제스로 툴, 킹 크림슨, 예스, 제네시스, 밴 더 그라프 제너레이터, ELP, 젠틀 자이언트, 르네상스 같은 밴드들은 모두 1968-1970년에 데뷔 앨범을 발매한다. 이들 데뷔 앨범들 대부분은 포크 록 기반으로 앞으로 전개될 장르의 특색들을 담고 있었는데 킹 크림슨의 <Court of the Crimson King>(1969년)의 경우 데뷔 앨범부터 만개한 장르 음악을 들려주었다. 평론가들은 이 앨범이 1960년대 후반 무디 블루스, 프로콜 하럼, 핑크 플로이드, 그리고 비틀즈 들이 쌓아 놓은 음악의 논리적 연장 선상에 있다고 보았다. 매이컨은 이 앨범이 프로그레시브 록에 있어 가장 큰 영향을 미쳤으며 초기 시절 밴드들에게 있어 "독특하고 즉시 알아차릴 수 있는 스타일"의 교본이 되었다고 평한다.

### 1970-80년대

#### 전성기 (1971-76년)

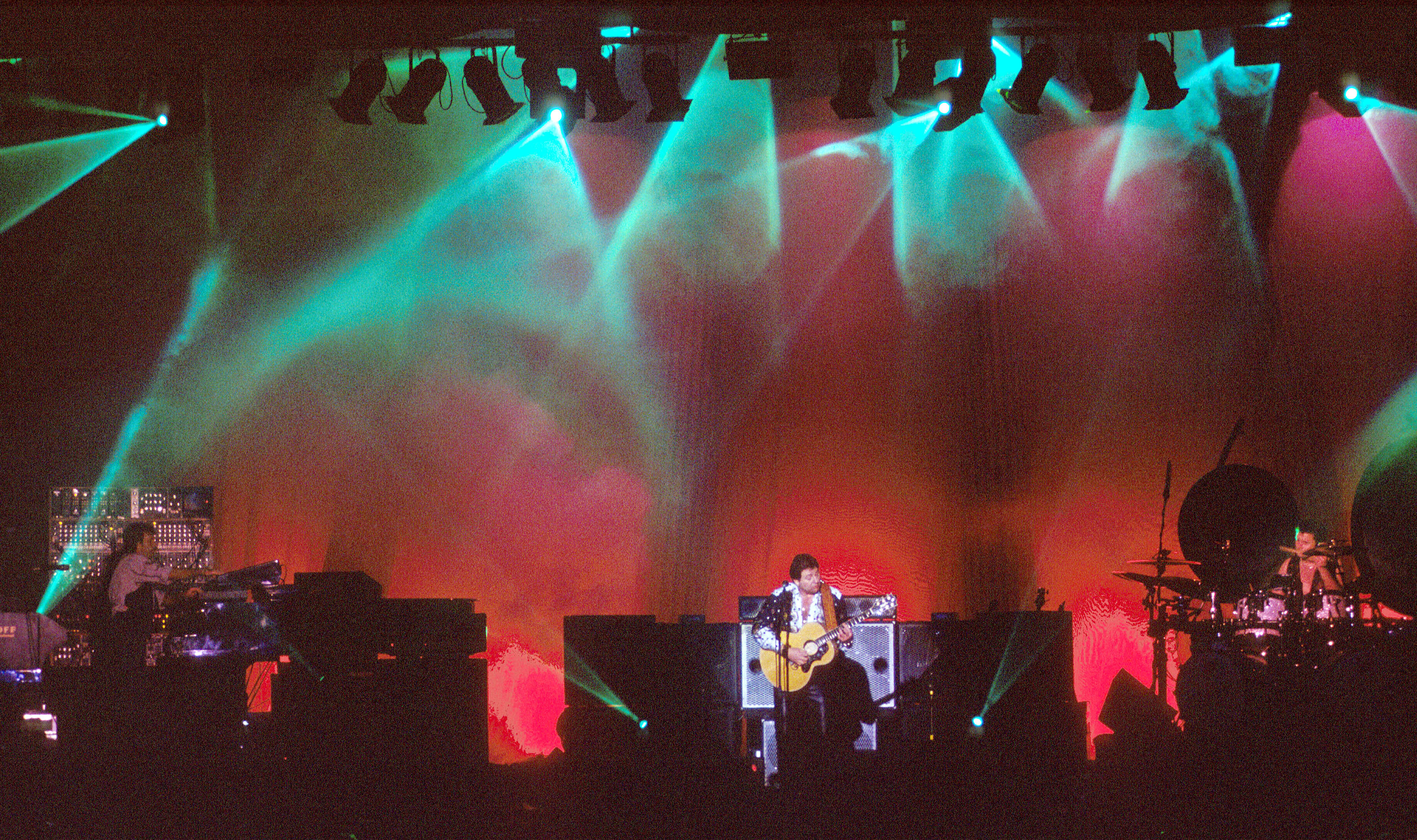
에머슨 레이크 & 파머는 1970년대 가장 상업적 성공을 거둔 밴드 들 중 하나다. 사진은 1992년 공연 모습.

프로그레시브 록 밴드들의 대부분이 그들의 최고의 앨범을 1971-76년 사이에 발표한다. 이 장르가 상업적으로 가장 성공한 시기는 1970년대 초로 제쓰로 툴, ELP, 예스, 핑크 플로이드의 앨범들은 미국 차트에서 1위에 올랐으며 16개의 앨범은 10위 안에 들었다. 마이크 올드필드의 <Tubular Bells>(1973년)는 영화 <엑소시스트>에 쓰였으며 천6백만장이 팔렸다.
프로그레시브 록은 전세계적으로 인기를 끌었는데 그 중 큰 부분이 유럽이었고 특히 영국에서 그랬다. 미국의 몇몇 밴드들도 이 장르에 합류했고 스타캐슬(Starcastle)이나 해피 더 맨(Happy the Man) 같이 장르의 진수를 보여주는 이들도 있었지만 결국 자신의 지역 밖으로 나가지 못했다. 이는 미국과 영국의 음악 산업의 차이 때문이기도 하고 음악과 문화적 배경에 있어서도 미국 음악인들은 블루스가 배경인 경우가 많은 반면 유럽 음악인들은 클래식 음악에 기반을 둔 다는 점에서도 기인한다. 북미의 프로그레시브 록 밴드와 아티스트는 종종 하이브리드 스타일을 보여주는데 러시의 복잡한 편곡, 캡틴 비욘드의 하드 록, 캔사스의 서든 록, 프랭크 자파와 리턴 투 포에버의 재즈 퓨전, 딕시 드렉스의 전자 퓨전 같은 양상을 띄었다. 미국에서 영국의 프로그레시브 록은 영국의 하드 록 밴드들이 인기를 얻은 같은 지역에서 성공을 거두었다. 이렇게 청중이 겹치면서 이 두 음악적 요소를 합친 아레나 록 밴드들인 보스톤, 캔사스, 스틱스 등이 성공을 이어갔다.
프로그레시브 록은 미국 보다는 유럽 대륙에서 더 빠른 속도로 인기를 얻었다. 이탈리아는 보통 록 음악에는 별 관심을 보이지 않다가 1970년대 초에 강력한 프로그레시브 록의 물결이 일어난다. 유럽의 밴드들 몇몇은 자국을 벗어나 성공을 거두기도 했는데 독일 밴드 포커스와 골든 이어링, 이탈리아의 르 오르메와 PFM 등이 그랬다. 독일에서 있었던 "코스미슈 음악"의 물결은 "크라우트록"이라고 불리었는데 이들을 프로그레시브 록으로 보는 이들도 있고 아예 다른 장류로 분류되기도 한다. 캔 같은 밴드의 경우 영국의 밴드들 보다는 20세기 클래식 음악에 더 많은 영향을 받기도 했다. 이러한 밴드들의 파급력은 컸으며 심포니 풍의 프로그레시브 록에 별 관심이 없던 밴드들에게도 영향을 끼쳤다.

#### 쇠퇴와 파편화
1970년대 말에 이르러 정치사회적 경향은 프로그레시브 록의 발전과 인기를 견인했던 1970년대 초의 히피 문화에서 멀어지고 있었다. 냉소주의적인 펑크의 부상은 프로그레시브 록의 가사들이 표현하는 유토피아적 이상주의를 유행에 뒤떨어진 것으로 만들었다. 연주의 기교는 배척되었고 고품질 악기를 구입하고 연주하는 법을 배우는데 들이는 시간들은 록의 에너지와 즉각성에 있어 장애물로 여겨졌다. 또한 음악 산업계에도 변화가 오면서 음반사들이 사라지고 합쳐지면서 미디어 대기업들이 탄생했다. 실험적인 음악에 투자하는 것은 이러한 대기업들의 마케팅 전략에 없었고 상업성이 높은 음악에만 집중했다.

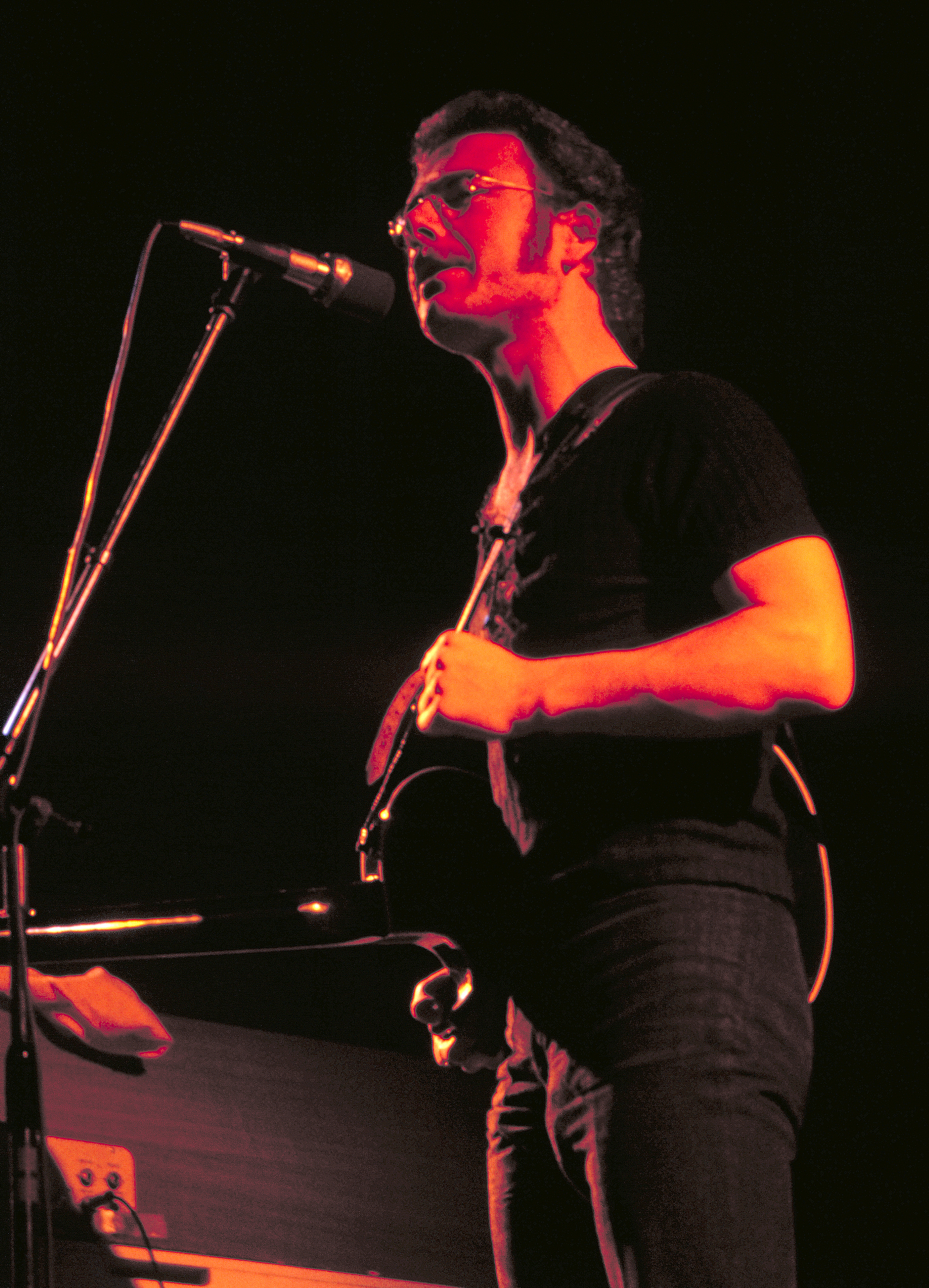
킹 크림슨의 로버트 프립은 프로그레시브 록의 물결이 "비극적으로 빗나갔다"고 여긴다.

가장 성공적이었던 네 밴드인 킹 크림슨, 예스, ELP, 제네시스는 1970년대 중반 휴지기를 갖거나 개인적으로 큰 변화의 시기를 겪었다. 마칸은 1974년 9월 킹 크림슨의 해체에 특별한 중요성을 부과하며 그것을 "모든 영국의 프로그레시브 록 밴드들이 더 이상 존재하지 않게 되었다"고 했다. 반 데르 그라프 제너레이터나 젠틀 자이언트, U.K. 등의 밴드들도 1978년에서 1980년 사이에 사라진다. 1970년대 중반에 와서 많은 밴드들이 록 형식 내에서 얼마나 더 실험적인 음악을 할 수 있을지에 대한 한계에 부딪혔으며 팬들은 길고 서사시적인 곡들에 싫증을 느끼게 된다. 하몬드, 미니무그, 멜로트론 같은 악기들의 가능성은 샅샅이 파헤쳐졌고 진부해져 버렸다. 계속 활동하는 밴드들도 종종 사운드를 간소화하는 추세를 보였고 1970년대 말부터 이 장르는 점차 파편화되었다. 로버트 프립은 "프로그레시브 록"이 더 이상 새로운 곳으로 나아가지 못하게 되자 그저 반복되고 모방하는 일종의 관습처럼 되어버렸다고 말한다. 이 장르는 더 이상 "진보적"이지 못하게 된 것이다.
레코드 레이블이 아티스트에 투자하고, 그들에게 마음껏 실험할 수 있는 자유를 주고 그들의 작품과 그 마케팅에 있어 제한적인 권한만을 갖고 있던 시대는 1970년대 말로 끝났다. 미디어 대기업은 곡을 만드는데 있어 전에 아티스트에 속해 있던 권한을 상당 부분 회수했고 단순한 하모니와 구조에 너무 많은 변화가 없는 곡들을 만들어 내도록 압박했다. 많은 심포닉 팝 밴드들인 슈퍼트램프, 10cc, 알란 파슨스 프로젝트, 일렉트릭 라이트 오케스트라 등은 오케스트라 스타일의 편곡을 팝에 도입하여 어느 정도까지는 실험적 정신을 유지했고 제스로 툴, 젠틀 자이언트, 핑크 플로이드 같은 밴드는 아레나 록 스타일로 좀 더 강력한 사운드를 선택했다.
이 시기에 소수의 프로그레시브 록 밴드들이 새롭게 등장했지만 레코드 레이블에서는 별 흥미를 갖지 않았다. 단명했던 슈퍼 그룹인 U.K.만이 아마도 예외일 것인데 그건 멤버들이 이미 높은 인지도를 갖고 있었기 때문이었고 두 장의 앨범만을 내놓았는데 스타일은 기존에서 크게 벗어나지 않았고 프로그레시브 록 장르를 더 진전시키지는 못했다. 한편 유럽의 기타리스트들이 이 장르를 헤비 메탈과 접목하여 프로그레시브 메탈 장르의 기초를 놓게 되는데 UFO의 마이클 쉥커와 스콜피온스의 울리 존 로스 같은 이들은 기타 연주에 있어 모달 스케일을 확장시켰다. 로스의 경우 기타를 클래식 작곡가들이 바이올린을 사용하듯 하기 위해 클래식 음악을 공부하기도 했다. 마침내 네덜란드 출신이자 클래식 음악 배경을 가진 알렉스와 밴 헤일런의 웨미바, 탭핑, 크로스 피킹 같은 획기적인 기타 연주로 무장한 밴드 밴 헤일런이 출연했고 이는 1980년대 "슈레드" 음악에 영향을 주었다.

#### 상업화
1980년대에 이르러 프로그레시브 록은 사망 선고를 받은 것으로 여겨졌고 몇몇 주요 프로그레시브 록 밴드들이 더 상업적인 스타일로 변모한 것이 이를 입증하는 것으로 보였다... 이렇게 이제는 전-프로그레시브 밴드들이 되어버린 이들이 만들어 낸 음악들은... 예술 음악계에 있어 어떤 중요한 족적도 남기지 못했다.

일부 기존 아티스트들은 더 단순하고 상업적인 음악으로 방향을 전환했다. 저니, 캔사스, 스틱스, GTR, ELO, 포리너 같은 아레나 록 밴드들은 프로그레시브 록 밴드로 시작했거나 그쪽과 연관있는 이들이 멤버로 있었다. 이런 밴드들은 복잡한 곡 구조나 오케스트라 스타일의 편곡 같은 요소들은 어느 정도 계속 이어갔지만 가사에 있어서는 신비주의에서 벗어나 좀 더 전통적인 주제인 사랑과 인간관계에 대한 내용으로 전환했다. 제네시스는 성공적인 팝 밴드로 변모했고 재결합한 예스는 좀더 주류에 가까운 앨범 <90125>(1983년)를 출시하였고 싱글 "Owner of a Lonely Heart"는 미국에서 1위에 올랐다. 이렇게 대중적으로 재탄생한 이들은 "프록 라이트"로 불렸다. 1980년대에 프로그레시브 스타일을 유지하며 성공을 이어갔던 유일한 밴드는 핑크 플로이드로 1979년 말에 앨범 <The Wall>을 내놓았는데 이 앨범은 펑크의 분노를 프로그레시브 록에 끌어들여 거대한 성공을 거두게 되었고 후에 <Pink Floyd - The Wall>이란 영화로도 나오게 된다.

#### 포스트 펑크와 포스트 프로그레시브
펑크와 프로그레시브는 보통 반대의 장르로 여겨지지만 꼭 그렇지는 않은데 두 장르 모두 상업주의를 배격한다는 공통점도 있다. 작가인 도일 그린은 포스트 펑크가 "일종의 프로그레시브 펑크"로 부상했다고 보는데 이들은 1960년대의 록 아티스트들인 비틀즈나 밥 딜런 등이 쌓아올린 고급 문화적인 요소들을 거부하며 또한 "프로그레시브"나 "예술", "스튜디오 완벽주의"와 같은 용어로 규정되고 싶어하지 않았다. 기존의 펑크 록과는 대조적으로 포스트 펑크는 펑크의 에너지와 회의주의를 유지하며 여기에 예술적 요소와 다다이즘의 실험주의, 몽롱한 사운드스케이프 같은 것들을 가미하였고 특별히 아프리카와 아시아의 전통 음악에서도 주요한 영향을 받았다. 또한 프로그레시브 록의 영향도 보였는데 클래식 록이나 캔터베리 그룹들 보다는 록시 뮤직, 킹 크림슨, 그리고 특히 캔 같은 크라우트록 밴드에게서였다.
"포스트 프로그레시브"라는 용어는 다시금 원래의 원리를 되찾았지만 1970년대의 프록 스타일에서는 벗어난 이들을 일컫는다. 록시 뮤직의 브라이언 이노는 이 과정에 있어 중요한 촉매로 여겨지며 1973-77년에 발표된 그의 음악은 프로그레시브 록의 한 면과 선견지명적인 뉴웨이브와 펑크의 요소를 융합했다. 1978-79년에 떠오른 뉴웨이브는 펑크와 같은 태도와 개념을 어느 정도 간직한 채 여기에 프로그레시브를 곱한 것이란 평을 듣기도 했다. 뉴웨이브 밴드들은 펑크보다는 프로그레시브 록에 대해 적대적이지 않아서 서로 간의 크로스오버도 이루어졌는데 프립이나 이노가 토킹 헤즈와 함께 한다던지 예스의 릭 웨이크먼과 존 앤더슨이 팝 듀오인 버글스로 교체되기도 했다. 킹 크리슨이 1981년 다시 활동을 재개하며 앨범 <Discipline>을 발표했을 때 새로운 포스트 프로그레시브 스타일이란 평을 듣기도 했으며 토킹 헤즈의 경우 펑크의 긴급함과 그 태도, 그리고 프로그레시브 록의 정교함과 창의성을 완벽하게 결합했다는 평을 들었다.

#### 네오 프로그레시브 록
프로그레시브 록 밴드들의 두 번째 물결은 1980년대 초에 부상했고 그 이후 이들은 "네오 프로그레시브 록"이라는 하위 장르로 구분되고 있다. 대부분 키보드 위주로 구성된 이러한 밴드들은 긴 곡들과 복잡한 구성과 가사 구조를 갖고 있으며 그 중 몇몇은 대형 레이블과 계약을 맺기도 했다. 이들 가운데 그래도 두각을 나타냈던 이들은 대부분 1983-85년 사이에 데뷔 앨범을 냈고 모두 다 1970년대 프로그레시브 록을 홍보하는데 큰 축을 담당했던 키스 굿윈이 매니저를 맡고 있었다. 하지만 이들 대부분은 틈새 계층들에 국한되었고 지속적으로 추종자를 이끌어 내지는 못했다. 그 중 세계적으로 알려진 이들로는 마릴리온과 사가 둘 뿐이었다.
네오 프로그레시브 밴드들은 피터 가브리엘이 있던 제네시스를 그들의 모델로 삼는 경향을 보였으며 또한 펑크, 하드록, 펑크 록 등에도 영향을 받았다. 그 중에서 가장 성공했던 밴드인 마릴리온은 보컬 스타일도 다르고 좀 더 하드 록 적인 요소를 갖고 있었음에도 제니시스와의 유사하다는 비난으로 특히 어려움을 겪었는데 실상은 카멜이나 핑크 플로이드에게 더 큰 영향을 받았었다. 작가인 폴 헤가티와 마틴 할리웰은 네오 프로그레시브 밴드들은 이전 프로그레시브 록 밴드들을 표절한 것이 아니라 예전에 클래식 요소로부터 새로운 스타일을 만든 것처럼 이들은 이전 프로그레시브 록으로부터 새로운 스타일을 만든 것이라고 지적한 한편 그 반대로 작가인 에드워드 마칸은 이 밴드들이 새로운 혁신을 만들어내기 보다는 지나간 향수에 의존하고 있다고 평했다.

### 1990-2000년대

#### 세 번째 물결

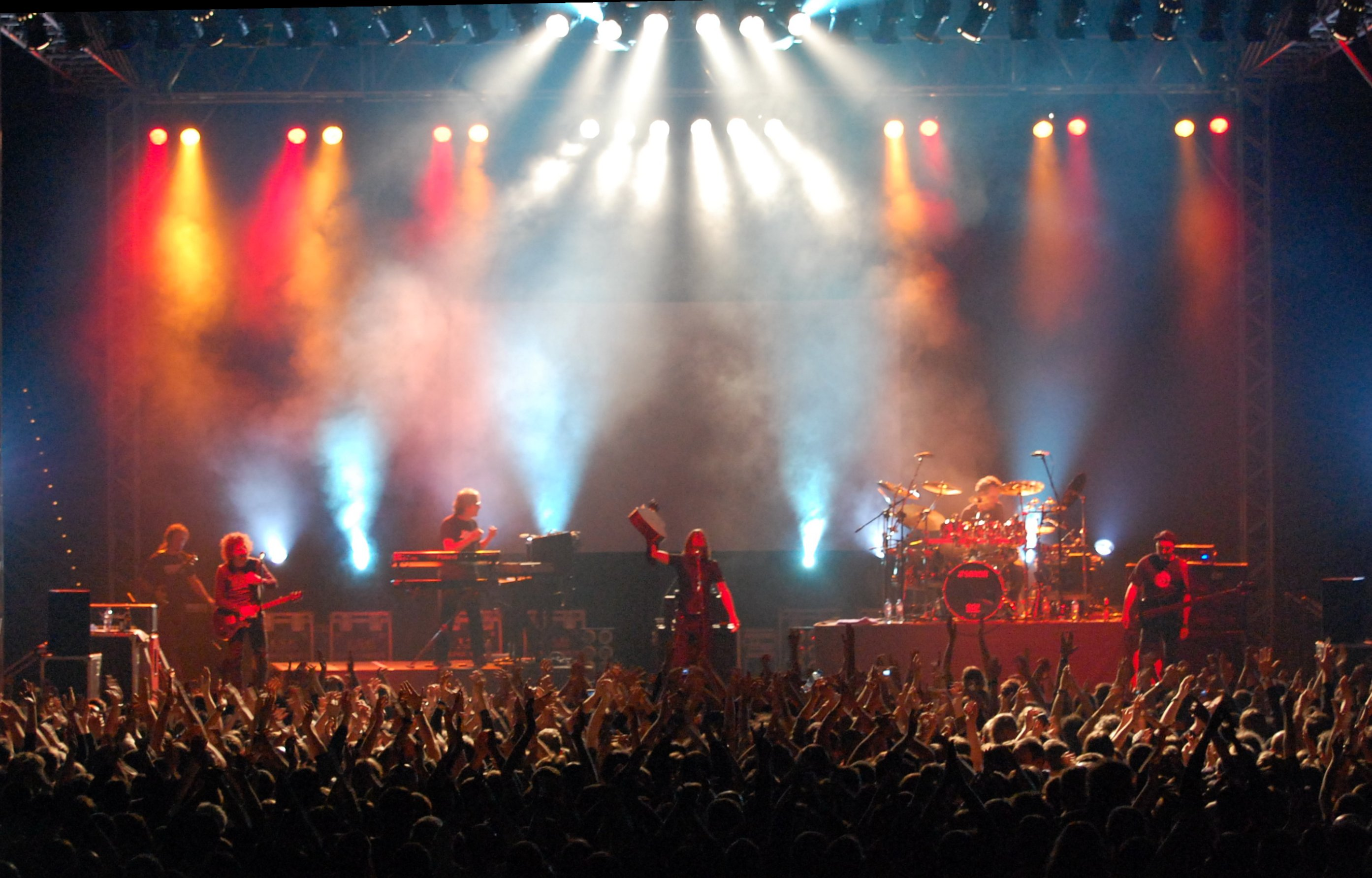
2007년 공연 중인 포큐파인 트리

프로그레시브 록의 세 번째 물결은 네오 프로그레시브의 2세대라고도 불리는데 1990년대에 나타났다. 새로운 밴드들은 새롭게 등장한 컴퓨터의 도움을 받아 앨범 제작 비용을 줄였고 인터넷을 통해 주류 밖에 있는 더 광범위한 청중들에게 다가설 수 있었다. 이 때 대도시의 음반 판매처에서는 프로그레시브 록이라는 섹션이 생겨났다.
1980년대의 슈레드 뮤직이 1990년대의 프로그레시브 록에 가장 큰 영향을 주었는데 새롭게 등장한 플라워 킹, 스파크스 비어드, 글래스 해머는 1970년대 스타일의 심포닉 프로그레시브 록을 좀 더 업데이트된 사운드를 통해 들려주었다.

#### 프로그레시브 메탈
프로그레시브 록과 헤비 메탈은 비슷한 타임라인을 갖고 있다. 둘 다 1960년대 말의 사이키델리아로부터 비롯되었고 1970년대 초에 전성기를 누리다가 1970년대 말에 사그러들었고 이후 1980년대 초에 다시금 재부흥했다. 이들 모두 당대의 여러 스타일을 거쳤고 영국 헤비 메탈의 새 물결에서 비롯된 많은 메탈 밴드들이 프로그레시브 록의 영향을 보여주었다. 프로그레시브 메탈은 1988년 퀸스라이크의 컨셉트 앨범 <Operation: Mindcrime>과 1989년 보이보드의 <Nothingface>에서 절정을 이루었는데 이들은 추상적 가사와 킹 크림슨과 유사한 색감을 갖고 있었다.
프로그레시브 록의 요소는 메탈의 하위 장르에서도 나타났다. 블랙 메탈 같은 경우 기독교의 가치에 의문을 제기하는 주제를 다룬다는 점에서 컨셉트 밴드라고 할 수 있다. 이들의 약간 가식적인 보컬 스타일은 프로그레시브로 분류되기도 하는 밴드들인 마스토돈, 머드베인, 오페스 등에서도 나타난다. 심포닉 메탈은 오케스트라 풍의 초기 프로그레시브 록의 연장 선상에 있다. 또한 프로그레시브 록은 포스트 록, 포스트 메탈, 아방가르드 메탈, 매스 록, 파워 메탈, 네오 클래시컬 메탈 같은 장르에도 핵심적 영감을 주었다.

#### 뉴 프록
뉴 프록은 2000년대 들어 나타난 프로그레시브 록 밴드들의 물결이었다. 엔터테인먼트 위클리의 이반 세르픽은 "최근 성공을 거둔 시스템 오브 어 다운과 후속 주자들인 딜린저 에스케이프 플랜, 라이팅 볼트, 코히드 앤드 캠브리아, 마스 볼타 등은 극도로 복잡하고 독창적인 음악을 만들어 내고 있으며 이는 70년대 레드 제플린이나 킹 크림슨의 더 헤비하고 공격적인 버전과도 같이 들린다"고 했다.

## 페스티벌
1960년에서 1970년대 초까지 많은 유수한 프로그레시브 록 밴드들은 영국에서 열린 다수의 대형 록 페스티벌을 통해 처음 대중과 접목했다. 킹 크림슨의 첫 공연은 1969년 하이트 파크에서의 롤링 스톤즈의 보조로 출연했던 무료 공연으로 65만여 명의 관중들이 함께 했고 에머슨 레이크 앤드 파머는 1970년 와이트 섬 페스티벌로 당시 슈퍼트램프와 제스로 툴이 함께 했다. 제스로 툴은 1969년 뉴포트 재즈 페스티벌에서 첫 번째로 록 밴드들을 초청할 당시 참여했고 호크윈드는 1970년대 다수의 영국 페스티벌에 나타났는데 때로는 초청받지 못한 상태로 와서 주변에 무대를 꾸미고 무료 공연을 펼치기도 했다.

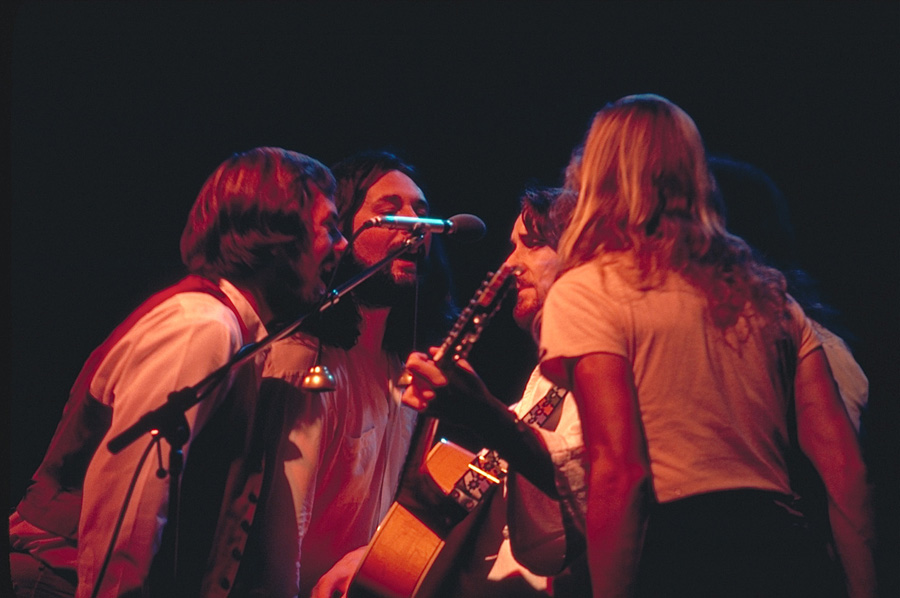
1979년 공연 중인 슈퍼트램프

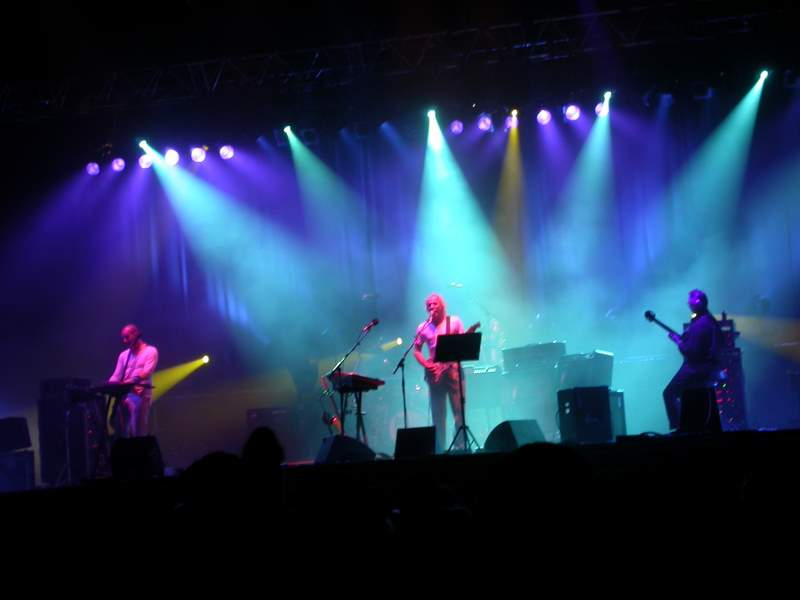
2003년 두르 페스티벌에 참여한 킹 크림슨

1990년대에 새롭게 프로그레시브 록에 대한 관심이 되살아나면서 페스티벌이 열리게 된다. 1993년의 프록페스트는 UCLA의 로이스 홀에서 처음 열렸고 스웨덴의 앵글라가드, 영국의 IQ, 퀼, 시타델이 참여했다. 2000년대에는 캘리포니아주 위티어에서 콜프록이 매년 열리기도 했다. 노스이스트 아트 록 페스티벌(줄여서 NEAR페스트)는 1999년 펜실베니아주의 베들레헴에서 시작되었고 UK와 르네상스가 나왔던 2012년까지 매진 행진을 기록했다. 이외에도 다수의 연례 프로그레시브 페스티벌에 각지에서 벌어졌다.

## 반응
프로그레시브 록은 오랜 세월에 걸쳐 평단의 극찬과 비판을 동시에 받았다. 프로그레시브 록은 클래식 음악의 이고르 스트라빈스키와 벨라 바르톡과 평행선상에 있는 것으로 묘사되곤 했다. 록의 경계를 확장시키고자 하는 이러한 욕망은 주류 록과 팝을 무시하는 경향을 보였고 이로 인해 평론가들로부터 엘리트주의라는 비판을 받기도 했다. 지적이고 환상적이며 비정치적인 가사와 록의 뿌리인 블루스를 기피하는 경향은 많은 평론가들로부터 록 음악에서 가치로 여기는 것들을 포기하는 것으로 여겨졌다. 또한 프로그레시브 록은 록이라는 장르의 성숙된 모습으로 표현되기도 하는데 이에 대해 록이란 기본적으로 젊음과 연계된 것이기에 성숙과는 맞지 않는다는 평론가들의 의견도 있었다. 복잡한 음악에 대한 비판에 맞서며 어떤 밴드들은 더더욱 복잡하게 음악을 만들어 내기도 했다.
이 장르는 백인 남성들에게 가장 호응을 받았는데 대부분의 뮤지션들도 당시 대부분의 록 음악에서 그렇듯 남성이었고 여성 보컬들의 경우에는 프로그레시브 포크 밴드에서 주로 활동했으며 일반적인 프로그레시브 록 밴드들 보다는 더 넓은 범주의 보컬 스타일을 보였다.
영국과 유럽의 경우 관중들은 클래식 공연과도 같이 이들의 공연을 관람했고 다른 록 공연들과는 다르게 좀 더 진지하고 자제하는 모습을 보였는데 미국에서 투어를 할 때는 더 열광적인 반응이 나와 밴드들이 혼란스러워 하기도 했다.
고급 문화를 지향하는 이들은 그래서 대부분 영국 남부의 상류나 중산층의 대학 교육을 받은 화이트 칼라 남성들로부터 시작된 경우가 많다. 이들의 음악은 노동계층의 사람들의 감성을 반영하고 있지 않았고 그래서 그들로부터 큰 반응을 이끌어내지 못했다. 프로그레시브 록의 이국적이고 문학적인 주제는 1970년대 후반 가난과 잦은 파업으로 고통받던 영국 젊은이들과는 관련이 없었다. 킹 크림슨의 리더인 로버트 프립 조차 프로그레시브 록 가사에 대해 "인생에 있어 불필요한 경험들에 대해 영국인의 위트를 섞어 나름대로의 철학적인 썰을 풀어놓는 것"이라고 했다. 킹 크림슨, 핑크 플로이드, 반 데르 그라프 제너레이터 등과 같이 유토피아적인 내용을 배제하고 어두운 내용의 가사를 쓰는 이들은 그나마 덜 비판을 받았다.
"나는 소위 프로그레시브 록이라 불리는 음악의 광팬은 아니었다"고 핑크 플로이드의 기타리스트인 데이비드 길모어는 말한다. "마치 그루초 마르크스와도 같이 나는 나를 받아주는 어떤 클럽에도 속하고 싶지 않았다."
제스로 툴의 리더인 이언 앤더슨은 장르의 뉘앙스에 대해 "나는 아직도 1969년에 사용되었던 소문자 'p'와 소문자 'r'을 쓰는 프로그레시브 록이라는 용어를 좋아한다. 대문자로 쓰일 때는 뭔가 웅장함이나 거만함의 의미로 들린다"라고 표현한다. "우리가 <Thick as a Brick> 앨범을 만들 때에는 이미 예스나 에머슨 레이크 앤드 파머 같은 밴드들이 좀 거만하고 뽐내는 식으로 음악을 한다는 평들이 있었다. 나는 그것이 그리 문제라고는 생각지 않는다. 실상 예스의 멤버들은 그런 이야기들을 농담처럼 여기며 스스로고 뽐내는 식으로 음악을 한다는 평들이 있었다. 나는 그것이 그리 문제라고는 생각지 않는다. 실상 예스의 멤버들은 그런 이야기들로 서로 농담처럼 놀리며 비웃기도 한다. 그리고 에머슨 레이크 앤드 파머의 경우에도 자기들 끼리 있을 때는 스스로를 놀리며 웃곤 했다"고 하면서 "그때는 그렇게 돌아갔었고 지금 돌이켜 보면 대부분 뮤지션들 뿐 아니라 청취자 모두에게 좋은 경험이었다고 생각한다. 어떤 경우에는 좀 과장된 면이 있기도 했지만 음악에 있어서는 대부분의 경우 과녁을 정확히 맞혔다고 본다"고 덧붙였다.

## 같이 보기
- 프리 재즈
- 미니멀 음악
- 구체 음악
- 제2빈악파
- 음렬주의
- 서드 스트림